# Juscelino Kubitschek
Juscelino Kubitschek de Oliveira (tiếng Bồ Đào Nha phát âm: [ʒuselinu kubitʃɛk dʒi olivejɾɐ], ngày 12 tháng 9 năm 1902 đến ngày 22 tháng 8 năm 1976), được biết đến bằng chữ viết tắt JK, là một chính trị gia nổi tiếng của Brasil, từng là Tổng thống thứ 21 của Brasil từ năm 1956 đến năm 1961 Thuật ngữ của ông được đánh dấu bởi sự thịnh vượng kinh tế và ổn định chính trị, [1] được biết đến nhiều nhất trong việc xây dựng một thủ đô mới, Brasília.
Một nhà lãnh đạo ủng hộ kế hoạch dài hạn và đặt mục tiêu cao cho tương lai của Brasil, Kubitschek được xem là một trong những quốc gia hiện đại với tư cách là cha đẻ của Brasil hiện đại. Ông đứng trong số các chính trị gia có di sản được tổ chức tốt nhất, và được nhân dân tôn trọng rất cao.

## Tiểu sử
Kubitschek sinh ra trong một gia đình nghèo ở Diamantina, Minas Gerais. [2] Cha của ông, João César de Oliveira (1872-1905), người đã chết khi Juscelino hai tuổi, là một nhân viên bán hàng đi du lịch. Ông được nuôi dạy bởi mẹ, một giáo viên tên là Júlia Kubitschek (1873-1973), gốc Séc.
Là một sinh viên xuất sắc, Kubitschek đã được đào tạo như một bác sĩ y khoa và được bầu vào Hạ viện Brasil từ năm 1934. Với việc áp đặt chế độ độc tài Getúlio Vargas vào năm 1937, Kubitschek trở lại tập luyện y khoa. Tuy nhiên, ông được bổ nhiệm làm thị trưởng của Belo Horizonte vào năm 1940. Ở đó, ông nhận ra dự án một hồ nước nhân tạo (hồ Pampulha) cung cấp nước cho thành phố và cũng là một khu phức hợp kiến trúc, với một số tòa nhà được kiến trúc sư nổi tiếng Oscar Niemeyer thiết kế.
Ông được bầu vào Quốc hội của Brasil vào năm 1945 và trở thành Thống đốc bang Minas Gerais vào năm 1950. Năm 1955, ông chạy đua với tổng thống với khẩu hiệu "năm mươi năm tiến bộ trong năm" và giành chiến thắng.
Ông đã tuyên thệ nhậm chức vào ngày 31 tháng 1 năm 1956, với tư cách Tổng thống sau đó được gọi là Cộng hòa Liên bang Brasil.